# Ничке-Сай (Ошская область)
Ничке-Сай (кирг. Ничке-Сай) — село в Узгенском районе Ошской области Кыргызстана. Входит в состав Заргерского аильного округа. Код СОАТЕ — 41706  255 822 07 0

## Население
По данным переписи 2023 года, в селе проживало 2 381 человек.